# Diaphorodoris mitsuii
Diaphorodoris mitsuii is een slakkensoort uit de familie van de Onchidorididae. De wetenschappelijke naam van de soort is voor het eerst geldig gepubliceerd in 1938 door Baba.